# Klaus B. Wolf

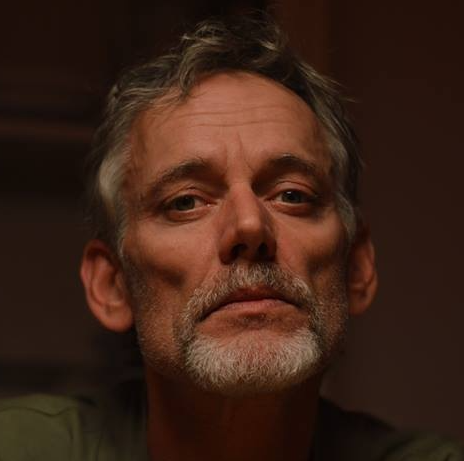
Klaus B. Wolf

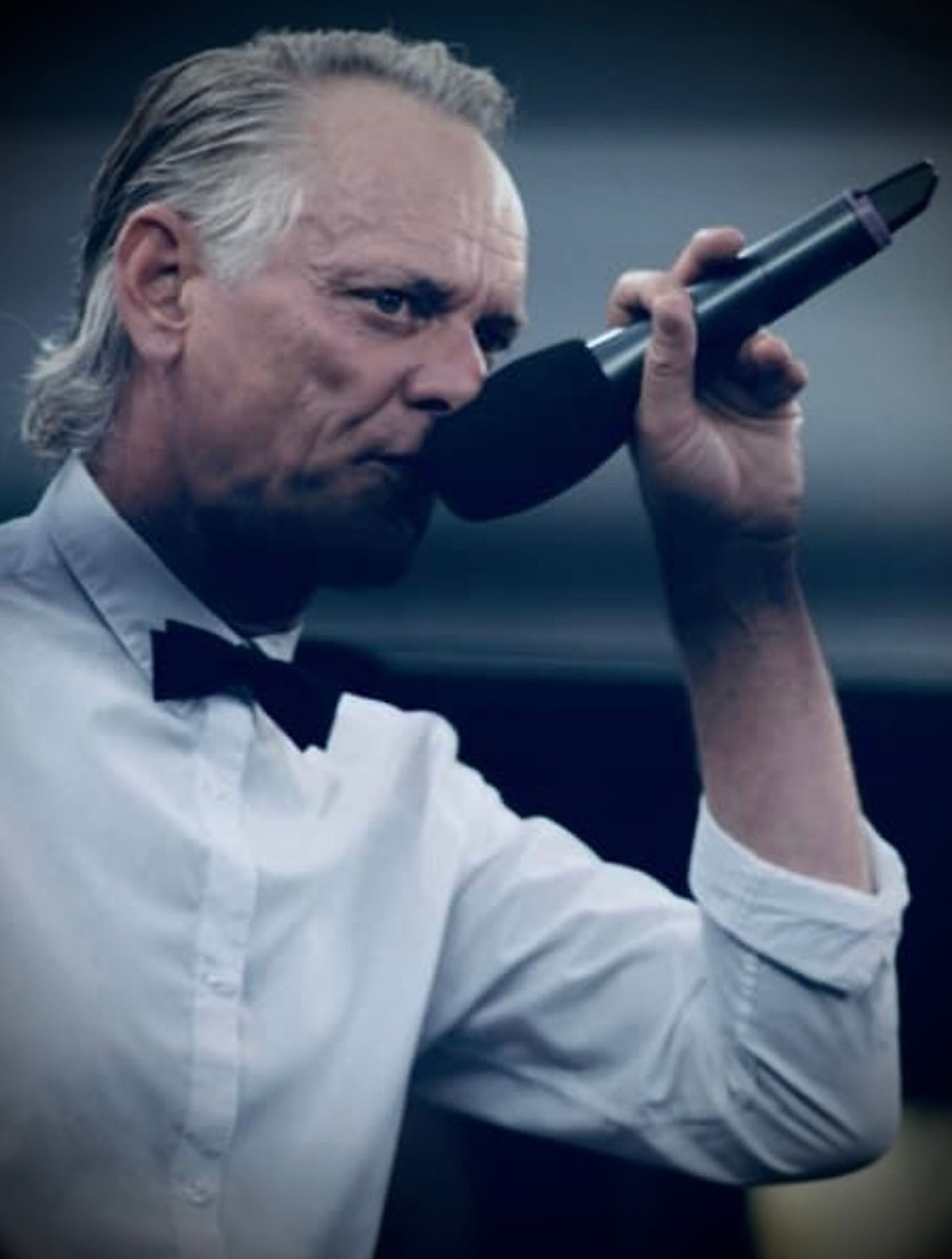
Klaus B. Wolf

Klaus Bernhard Wolf (* 27. August 1964) ist ein deutscher Schauspieler und Hörspielsprecher.

## Leben
Wolf absolvierte von 1988 bis 1991 eine Ausbildung an der Neuen Münchner Schauspielschule. Zusätzliche machte er eine Sprecherausbildung beim Bayerischen Rundfunk. In Film und Fernsehen trat er in einer Reihe von ernsthaften Nebenrollen auf. Auch spielte er am Theater. Er sprach eine Reihe von Hörbüchern ein, darunter diverse Sachbücher für den ABOD Verlag.

## Filmografie (Auswahl)
- 1994: Im Namen des Gesetzes (Fernsehserie, eine Folge)
- 1994: Polizeiruf 110: Samstags, wenn Krieg ist
- 1997: Die Friedensmission – 10 Stunden Angst
- 1997, 1999: SOKO München (Fernsehserie, 2 Folgen)
- 1999: Das Tal der Schatten
- 1999: Polizeiruf 110: Kopfgeldjäger
- 2000: Entscheidung seines Lebens
- 2001: Sinan Toprak ist der Unbestechliche (Fernsehserie, eine Folge)
- 2001: Clowns
- 2001: Pieces of My Heart
- 2002: Die Freunde der Freunde
- 2004: Schulmädchen (Fernsehserie, eine Folge)
- 2004: Der Untergang
- 2005: Emilia – Die zweite Chance
- 2005–2021: Die Rosenheim-Cops (Fernsehserie, 3 Folgen)
- 2006: Tatort: Außer Gefecht
- 2006: Tatort: Feuerkämpfer
- 2006: Im Namen der Braut
- 2007: Alma ermittelt – Tango und Tod
- 2008: Ihr Auftrag, Pater Castell (Fernsehserie, eine Folge)
- 2009: Sturm der Liebe (Fernsehserie, 2 Folgen)
- 2011, 2020: Der Alte (Fernsehserie, 2 Folgen)
- 2012: Wer hat Angst vorm Schwarzen Mann? (Kurzfilm)
- 2012: Die Garmisch-Cops (Fernsehserie, eine Folge)
- 2014: Pater Rupert Mayer
- 2016: Auf Augenhöhe
- 2019: Limbo
- 2020: Der Beischläfer (Fernsehserie, 7 Folgen)
- 2020: Schwarzach 23 und das mörderische Ich